# خسوس مانسانو
خسوس مانسانو (اسپانیایی: Jesús Manzano‎؛ زادهٔ ۱۲ مهٔ ۱۹۷۸) دوچرخه‌سوار اهل اسپانیا است. وی در مسابقات تور دو فرانس شرکت کرده است.